# Фелікс Абоаг'є
Фелікс Абоаг'є (англ. Felix Aboagye, нар. 5 грудня 1975, Кумасі) — ганський футболіст, що грав на позиції нападника, зокрема за «Аль-Аглі» та національну збірну Гани.

## Клубна кар'єра
У дорослому футболі дебютував 1992 року виступами на батьківщині за команду «Даву Янгстарс», в якій провів один сезон. 
1993 року перейшов до єгипетського «Аль-Аглі». Відіграв за каїрську команду наступні п'ять сезонів своєї ігрової кар'єри, ставши за цей період п'ятиразовим чемпіоном Єгипту. Був основним гравцем атакувальної ланки команди і одним із її головних бомбардирів, маючи середню результативність на рівні 0,4 гола за гру першості.
Влітку 1998 року уклав контракт із грецьким «Олімпіакосом», у складі якого у першому ж сезоні виборов титули чемпіона Греції і володаря Кубка країни. Утім внесок самого ганця у ці тріумфи був незначним, адже він виходив на поле у складі пірейської команди лише епізодично.
Тож вжк 1999 року гравець знову змінив команду, перебравшись до еміратського «Аль-Насра» (Дубай), згодом грав за «Катар СК» та на батьківщині за «Ліберті Профешнелс».
2002 року грав за єгипетський «Замалек», у складі якого виграв Лігу чемпіонів КАФ, а протягом решти 2000-х встиг пограти у низці азійських чемпіонатів — у Кувейті за «Аль-Арабі», в Індії за «Махіндра Юнайтед» і «Іст Бенгал», у В'єтнамі за «Кантхо» і «Кхатоко Кханьхоа», на Мальдівських островах за «Клуб Валенсія», а згодом знову в Індії, цього разу за «Мумбаї», виступами за який протягом 2007—2009 років і завершив ігрову кар'єру.

## Виступи за збірні
1994 року дебютував в офіційних матчах у складі національної збірної Гани.
У складі збірної був учасником Кубка африканських націй 1996 року в ПАР та Кубка африканських націй 1998 року у Буркіна Фасо.
Загалом протягом кар'єри в національній команді, яка тривала 7 років, провів у її формі 26 матчів, забивши 7 голів.
1996 року захищав кольори олімпійської збірної Гани. У складі цієї команди провів 3 матчі і був учасником футбольного турніру на Олімпійських іграх 1996 року в Атланті.

## Титули і досягнення
- Чемпіон Єгипту (5):

«Аль-Аглі»: 1993-1994, 1994-1995, 1995-1996, 1996-1997, 1997-1998
- Володар Кубка Єгипту (2):

«Аль-Аглі»: 1995-1996
«Замалек»: 2001-2002
- Чемпіон Греції (1):

«Олімпіакос»: 1998-1999
- Володар Кубка Греції (1):

«Олімпіакос»: 1998-1999
- Переможець Ліги чемпіонів КАФ (1):

«Замалек»: 2002